# Frescă

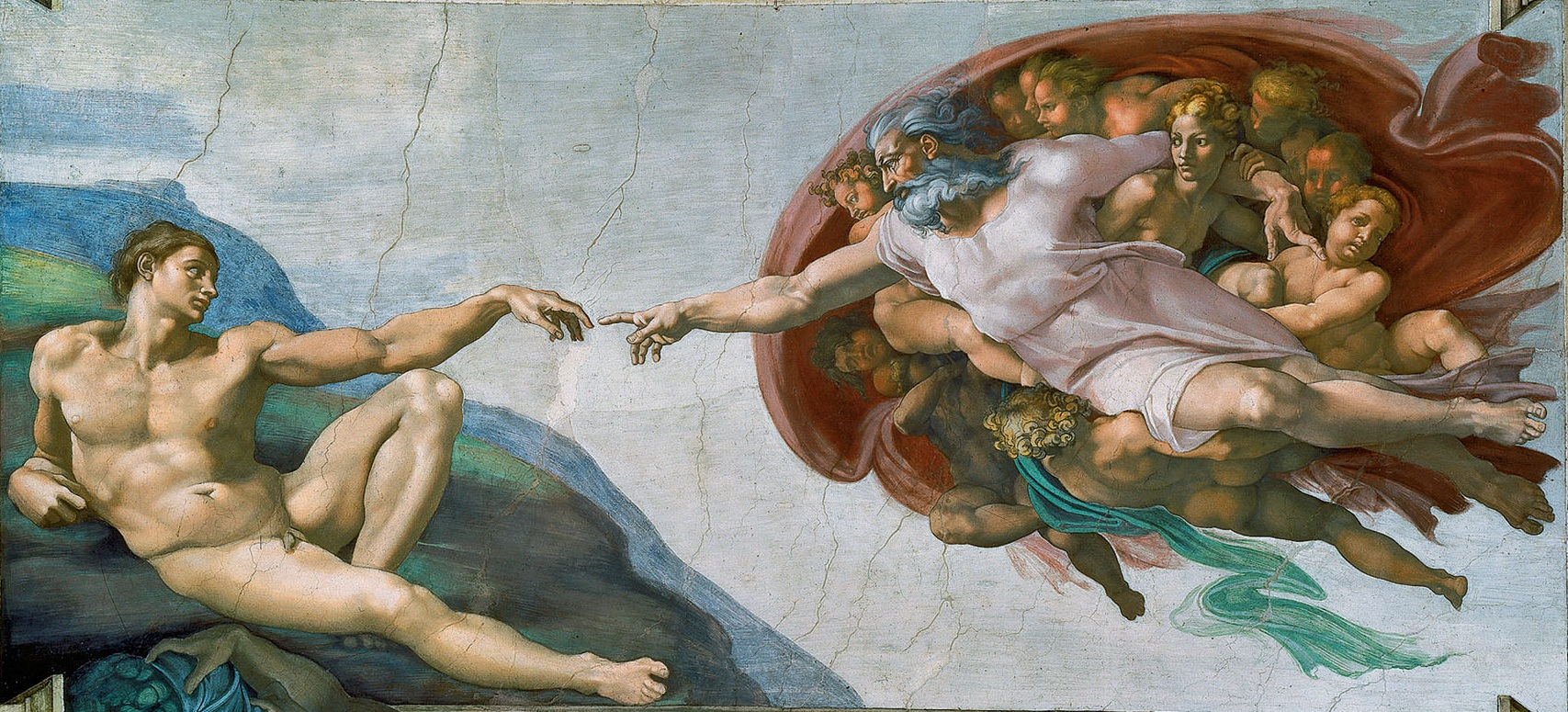
Facerea lui Adam, frescă de Michelangelo (1475-1574)

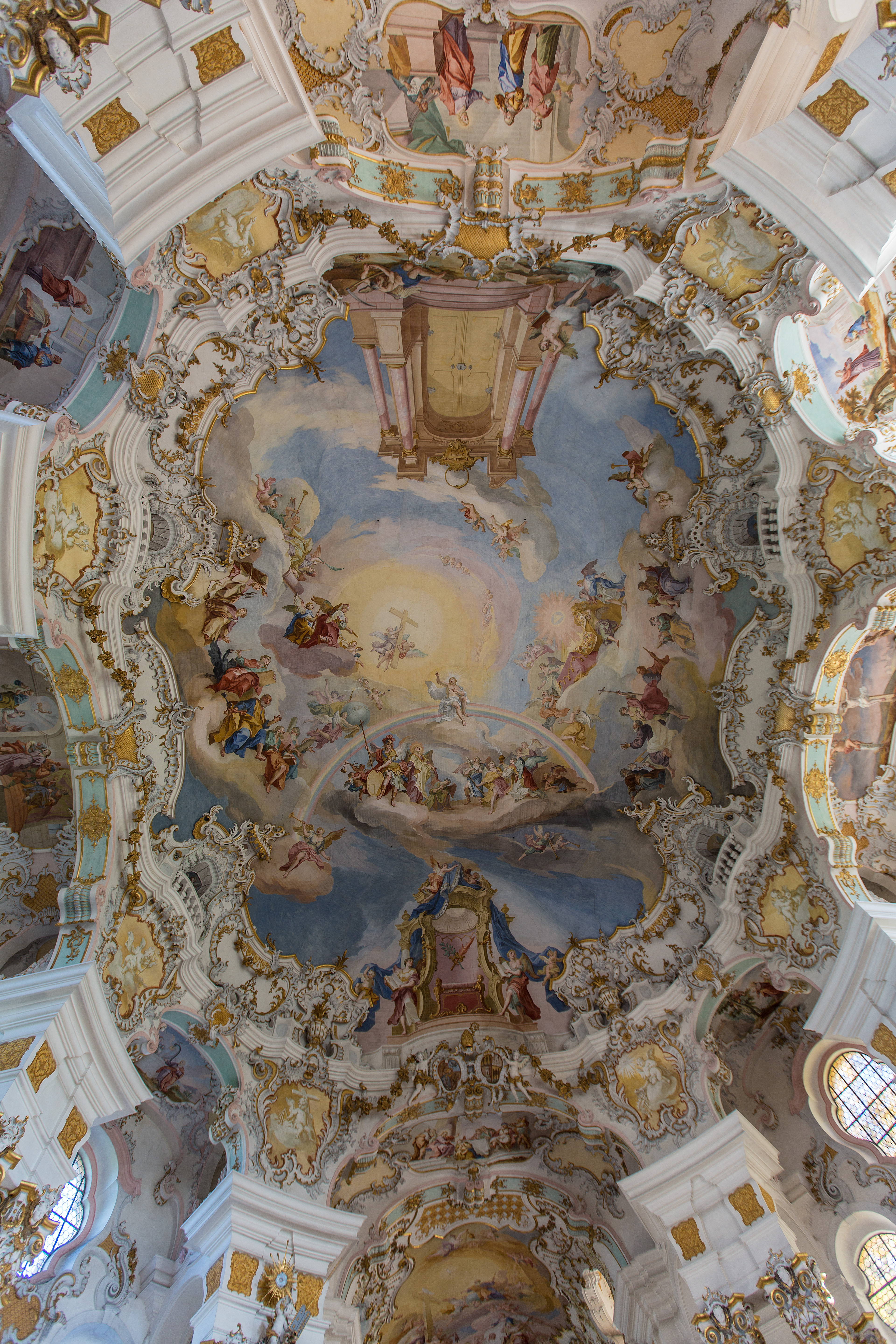
Cupola bisericii Wieskirche, de Johann Baptist Zimmermann (1745–1754)

Frescă (în italiană "Affresco", plur. "Affreschi", derivat din cuvântul fresco = proaspăt) este o pictură murală executată pe o tencuială proaspătă, în care culoarea este încorporată chimic și poate fi astfel conservată un timp nelimitat.
Fresca se compune din trei elemente:
- "Suportul", respectiv zidul din piatră sau cărămizi, care trebuie să fie uscat și fără denivelări. Înainte de a se aplica tencuiala, se acoperă cu un amestec de var gras stins, nisip și apă, într-un strat de ca. 1 cm, pentru a-l face cât mai neted posibil.

- "Tencuiala" sau mortarul, elementul purtător al frescei, este compusă dintr-o pastă alcătuită din nisip fin, pulbere de marmoră, var și apă.

Tencuiala, caracteristică tehnicii al fresco, este formată din două straturi: fresca neagră , primul strat și fresca albă, care se așază peste primul. Fresca albă este de fapt stratul peste care se pictează. 
- "Culoarea", care se aplică în mod obligatoriu pe tencuiala încă udă, este o vopsea minerală rezistentă la var.

Principala dificultate în tehnica picturii de fresce este necesitatea de a așterne cu rapiditate culorile, ce presupune preparative specifice. Pigmenții minerali (caolinuri și silicate) trebuie diluați în apă, înainte de a fi aplicați cu o pensulă dură sau moale - în funcție de efectul dorit - pe tencuiala proaspătă, încă udă (intònaco fresco). Diverse culori dau rezultate diferite pe aceeași suprafață. De exemplu, pigmentul albastru de cobalt ("albastru regal"), adică silicatul de potasiu și cobalt, își pierde luciul prin uscare și de aceea în cazul frescelor lui Michelangelo acesta este mai puțin strălucitor decât culoarea roșie sau verde. "Un artist care pictează o frescă trebuie să facă în decurs de o zi o muncă pentru care unui sculptor îi trebuie o lună, dacă nu, cu timpul devin vizibile corecturi, pete, îmbinări, culori aplicate mai târziu sau chiar retușuri făcute după ce culorile s-au uscat. Ceea ce a fost pictat în tehnica frescei se păstrează, în timp ce culorile adăugate ulterior după ce primul strat s-a uscat, se pot spăla cu un burete umed". (Giorgio Vasari)

## Galerie de imagini

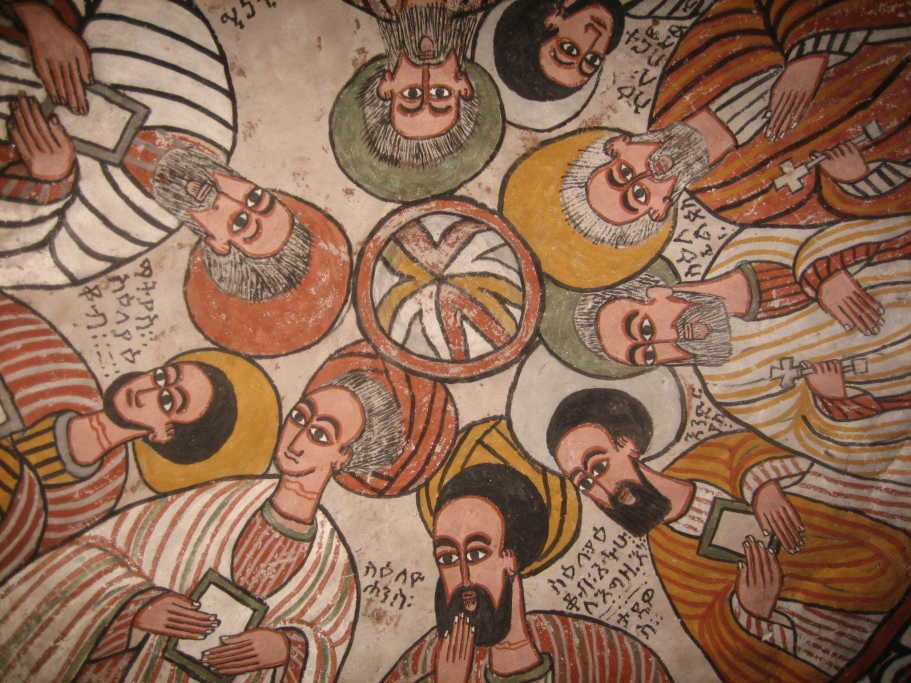
Abuna Yemata Guh, Etiopia, sec. al XV-lea